# Cuentahílos

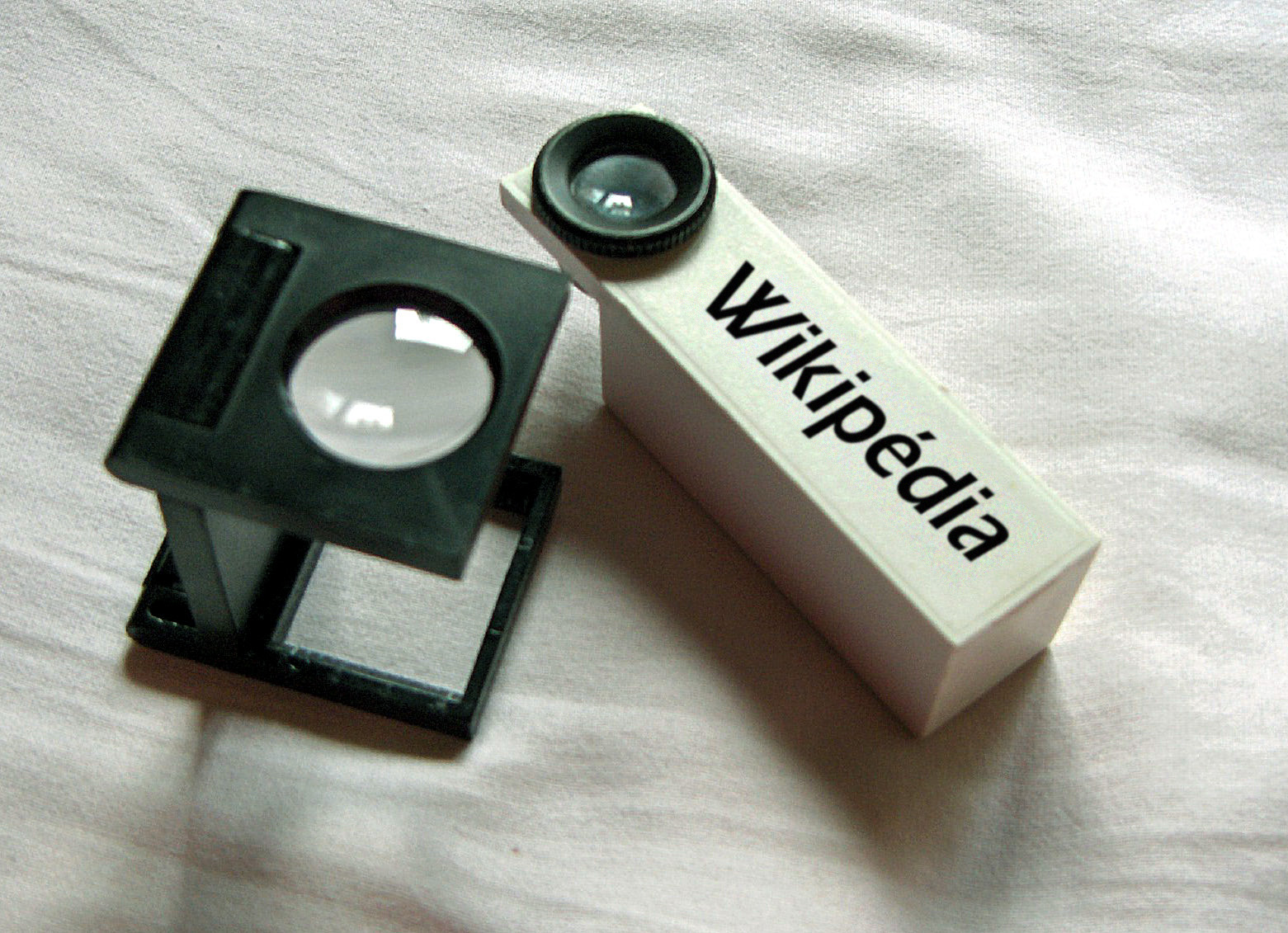
Cuentahílos

El  cuentahílos  es una lupa especializada que fue ideada para verificar el número de hilos de la trama y de la urdimbre que entraban en un pequeño cuadrado determinado de tejido (antiguamente de media pulgada de lado, actualmente de 20x20 mm).
En la actualidad también se utiliza en tareas que requieren distinguir detalles de pequeñas dimensiones: en tipografía, verificación de píxeles, fotografía, impresión, etc.
Un cuentahílos está formado por una lupa de gran aumento (típicamente de 10 aumentos, 10x) y una estructura plegable (constituida por tres elementos articulados) que soporta la lupa y permite situarla a la distancia óptima de lectura. En la base del instrumento hay una escala graduada, habitualmente en mm (en los países anglosajones, fracciones de pulgada).